# Yumbarra-Conservation-Park
Der Yumbarra Conservation Park wurde im Jahre 1968 gegründet. Er liegt 30 Kilometer nördlich von Ceduna im Westen von South Australia. 
Als im November 1999 der Minister für Bergbau und Energie, Wayne Matthew, diesen Park zum Testfall für die Nutzung von Bergbau und Naturverträglichkeit erklärte, wurde ein „dual status“ begründet, der die Bergbaulizenzen garantiert und Naturnähe sichert.
Das im Park befindliche Purebaland reicht Richtung Osten bis zu den Gawler Ranges. Im Park befindet sich eine Seenlandschaft etwa 100 Kilometer nördlich von Ceduna. Der dortige Salzsee, Googs Lake, ist 15 Kilometer lang und an mehreren Stellen etwa 1 Kilometer breit. Er kann über den Googs Track erreicht werden. Am See befinden sich Sandelholzbäume und Kiefern sowie heilige Plätze der Aborigine. Yellabinna und Oolabinna sind verwitterte Granit-Felsen, die die sogenannte Wollsackverwitterung rundgeformt hat. Die Felsen befinden sich in einem Gebiet, in dem Bergbau und andere Naturausbeutung verboten ist. Im Park gibt es zahlreiche Wasserlöcher, die durch die schalenartige Verwitterung des Granitgesteins entstanden sind, die für die dort lebenden Aborigine zu Heiligtümern deklariert wurden.
Im Park leben Dingos, Kängurus, Haarnasenwombats und das Thermometerhuhn. Insgesamt kommen 17 Säugetier-, etwas mehr als 100 Vogel- und 46 Reptilien- und Schlangenarten vor. Ferner wurden 215 Pflanzen gezählt.